# 冷战 (1948-1953年)

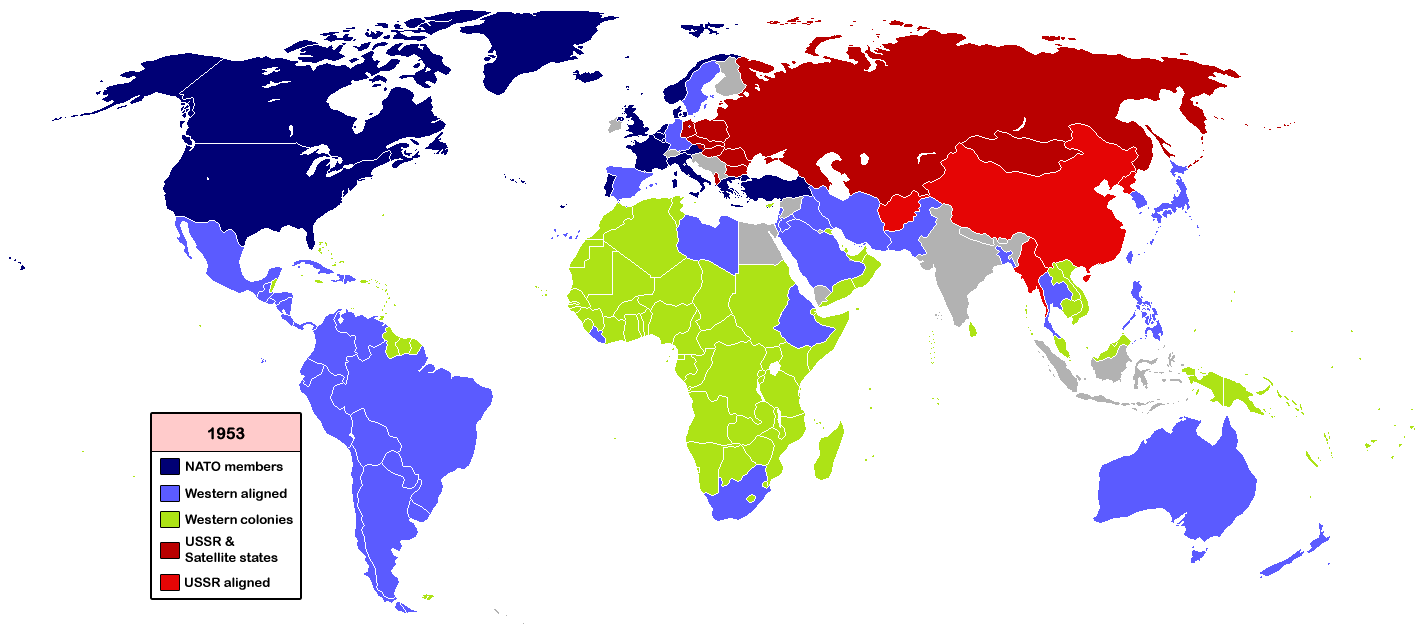
1953年世界路线图

冷战（1948年-1953年）是指从1948年盟国管制理事会丧失能力到1953年朝鲜战争结束时的冷战时期。
这些年的世界领导人如下：
- 1948-49年：克莱门特·艾德礼（英国）；哈里·杜鲁门（美国）；樊尚·奥里奥尔（法国）；约瑟夫·斯大林（苏联）；蒋介石（中华民国）

- 1950年至1951年：克莱门特·艾德礼（英国）；哈里·杜鲁门（美国）；樊尚·奥里奥尔（法国）；约瑟夫·斯大林（苏联）；毛泽东（中华人民共和国）

- 1952年至1953年：温斯顿·丘吉尔（英国）；哈里·杜鲁门（美国）；樊尚·奥里奥尔（法国）；约瑟夫·斯大林（苏联）；毛泽东（中华人民共和国）

## 欧洲

### 柏林封鎖

观看C-54在滕珀尔霍夫机场降落的柏林人（1948年）

马歇尔计划实施后，西德引入了一种新货币，以取代贬值的德国国家马克和1946年共产选举损失，1948年6月，苏联切断了通往柏林的地面道路。
在柏林封锁当天，一名苏联代表告诉其它占领国：“我们警告你们和柏林人民，我们将实施经济和行政制裁，柏林只流通苏联占领区的货币。”
此后，地面和水路交通被切断，铁路和驳船交通停止，苏联最初停止向非苏联占领的柏林地区平民提供食物。由于柏林位于苏联占领的德国境内，而其它占领国之前要经过苏联的同意才能进入柏林，因此为该市提供补给的唯一方法是有限的空中走廊。
到1948年2月，由于战后大规模的军事削减，美国军队已减少到552000人。非苏联柏林地区的军事力量总计只有8973名美军、7606名英军和6100名法军。包围柏林的苏联地区的苏联军队共有150万人。驻柏林的两个团对苏联的进攻几乎没有抵抗力。苏联驻德国军事管理局认为英国、法国和美国除了默许外别无选择，因此庆祝了封锁的开始。此后，美国、英国、法国和其他国家发起了大规模的食品、水和其他物资空中供应运动。苏联人嘲笑“美国人徒劳地试图挽回面子，维持他们在柏林站不住脚的地位。”空运的成功最终导致苏联在1949年5月解除了封锁。
然而，苏联军队仍然能够毫不费力地征服西欧。1948年9月，美国军事情报专家估计，苏联在德国占领区和波兰共有约48.5万名士兵，在欧洲共有约178.5万名士兵。与此同时，1948年的美军人数约为14万人。

### 苏南冲突
南斯拉夫领导人约瑟普·布罗兹·铁托与苏联在希腊和阿尔巴尼亚人民共和国的问题上存在分歧后，铁托与斯大林发生分裂，随后南斯拉夫于1948年6月被驱逐出共产党和工人党情报局，苏联在贝尔格莱德发动的政变失败。苏联和南斯拉夫的分裂在欧洲产生了两支独立的共产主义力量。东方集团开始了一场反对“铁托主义”的激烈运动，描述了西方和南斯拉夫在世界各地发动代理人战争使共产主义政权更迭，决裂导致了包括东德在内的许多主要党干部受到迫害。
1954年和1975年，由于西方和南斯拉夫之间的关系缓和，共产党和工人党情报局分裂并解散。

### 北约

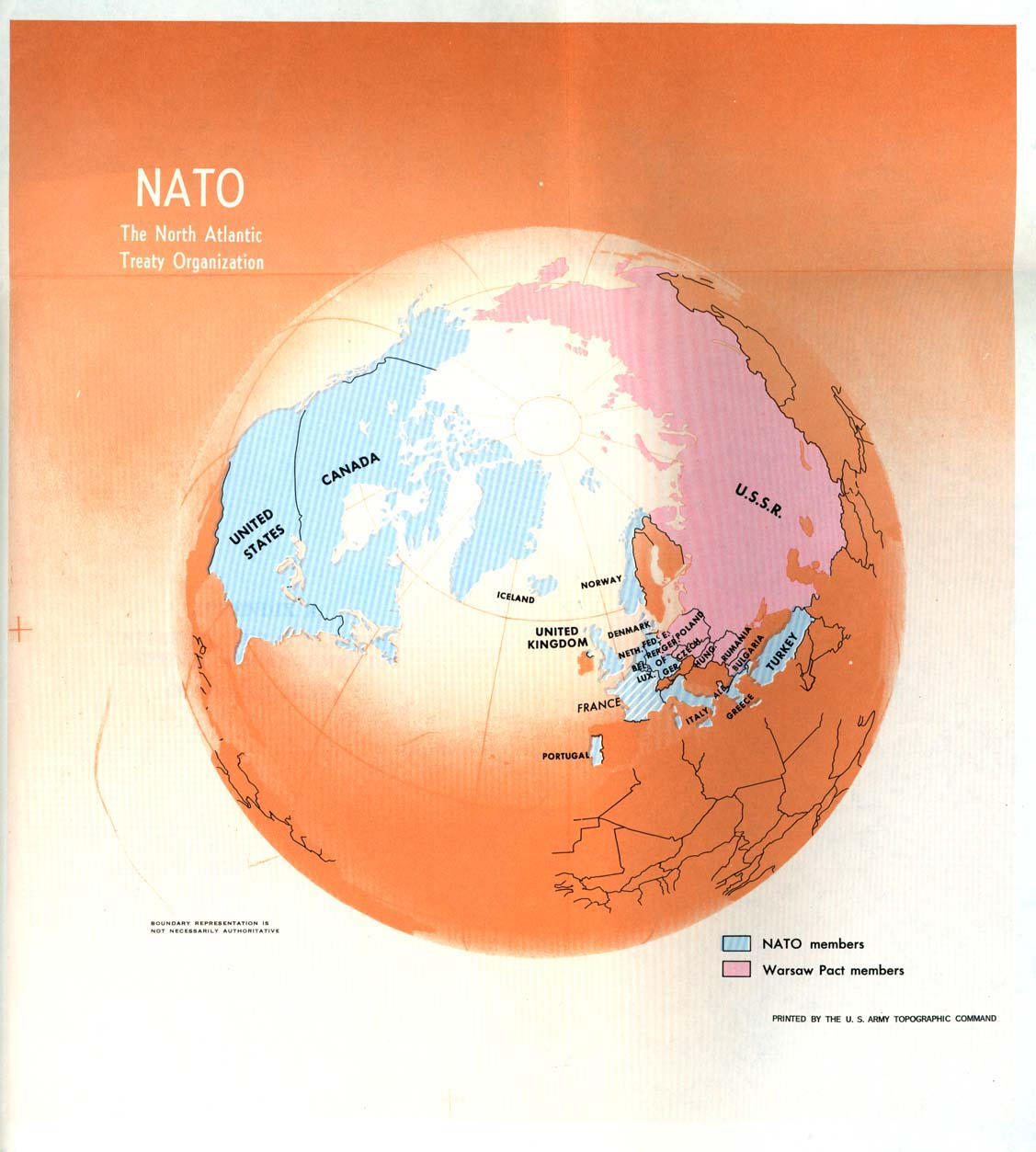
北约与东方集团

1949年，美国、英国、法国、加拿大、丹麦、葡萄牙、挪威、比利时、冰岛、卢森堡、意大利和荷兰建立北大西洋公约组织（NATO），这是美国170年来第一个欧洲联盟。西德、西班牙、希腊和土耳其后来加入了这一联盟。东方集团对西方集团进行了报复：1949年苏联实验了第一个原子弹；1950年2月苏联与中华人民共和国签订同盟条约；1955年，成立了华沙条约组织。苏联、阿尔巴尼亚、捷克斯洛伐克、匈牙利、东德、保加利亚、罗马尼亚和波兰建立了这一军事联盟。

### NSC 68
美国迅速采取行动，升级和扩大“围堵”。在1950年的一份NSC 68秘密文件中，他们提议加强联盟体系，将国防开支提高两倍，并开展精心策划的政治宣传活动，说服美国公众打赢代价高昂的冷战。杜鲁门下令研制氢弹。1950年初，美国首次努力反对越南的共产党势力；计划组建一支西德军队，并准备与日本签订和平条约，以保证美国在那里的长期驻军。

## 欧洲以外的地区
冷战发生在世界各地，但与欧洲发生的时间有所不同。
非洲发生了非殖民化运动，并在20世纪50年代基本完成。在拉丁美洲，美苏之间第一次重大对抗发生在1954年的危地马拉。1960年，当古巴新政府转向苏联寻求支持时，古巴成为苏联支持的反美力量中心。

### 国共内战
1945年日本投降后，蒋介石领导的中国国民党和毛泽东领导的中国共产党爆发了第二次国共内战。苏联于1945年与中国国民党签署了《中苏友好同盟条约》，并否认支持中国共产党。结果中国共产党最终以优越的军事战术获胜。尽管国民党在人数和武器方面具有优势，最初控制的领土和人口比对手大得多，并得到了相当多的国际支持，但在与日本的长期战争和内部冲突消耗。此外，中国共产党能够填补苏联军队撤出东北后留下的权力真空，从而获得了中国的主要工业基地。中国共产党能够在中国北方和东北与国民党作战，到1949年底，中国大陆几乎全部被中国共产党占领。1949年10月1日，毛泽东宣布成立中华人民共和国。60万国民党军队和200万难民，主要来自政府和商界，从大陆逃到台湾岛。1949年12月，蒋介石宣布台北为中华民国（ROC）的临时首都，并继续宣称中华民国政府是中国唯一的合法政府。
中国大陆和台湾之间的敌对行动在整个冷战期间持续存在。尽管美国拒绝协助帮助国民党“收复大陆”，但美国继续支持中华民国，以防止台湾被中国占领。在西方集团的支持下（大多数西方国家继续承认中华民国是中国的唯一合法政府），中华民国保留了在联合国的席位，直到1971年。

### 茉莉芬事件
茉莉芬事件于1948年9月18日在东爪哇省马迪翁市发生，叛乱由人民民主阵线（FDR）发起，该阵线团结了印度尼西亚所有的社会主义和共产主义团体。这场叛乱在其领导人被印度尼西亞國民軍逮捕并处决3个月后结束。
这场起义始于阿米尔·谢里夫丁内阁的垮台，原因是签署了有利于荷兰的《伦维尔协议》，最终被第一屆哈達內閣所取代。这导致阿米尔·谢里夫丁宣布反对哈达内阁政府，并宣布成立人民民主阵线。
在此之前，在1948年8月13日至14日的印尼共产党政治局会议上，印尼共产党人物慕梭提出了一个名为“Jalan Baru”的政治概念。他还希望成立一个印度尼西亚共产党的马克思主义政党，由共产主义者、印度尼西亚工党和社会党组成。
1948年9月18日，印尼共产党宣布成立印度尼西亚苏维埃共和国。此外，共产党还在帕提发动叛乱，绑架了被认为反对共产党的团体成员。
对这场运动的镇压行动开始了，行动由阿卜杜尔·哈里斯·纳苏蒂安领导。印度尼西亚政府还向第一军事行动运动申请了苏迪曼司令，苏迪曼将军命令加托·蘇布羅托上校和桑戈诺上校动员军队和警察镇压叛乱。
1948年9月30日，马迪翁被印度尼西亚国民军占领。慕梭在苏莫罗托逃跑时被枪杀，阿米尔·谢里夫丁在中爪哇省被捕后被处决。1948年12月初，茉莉芬事件最后以印尼政府成功镇压宣布结束。

## 朝鲜战争

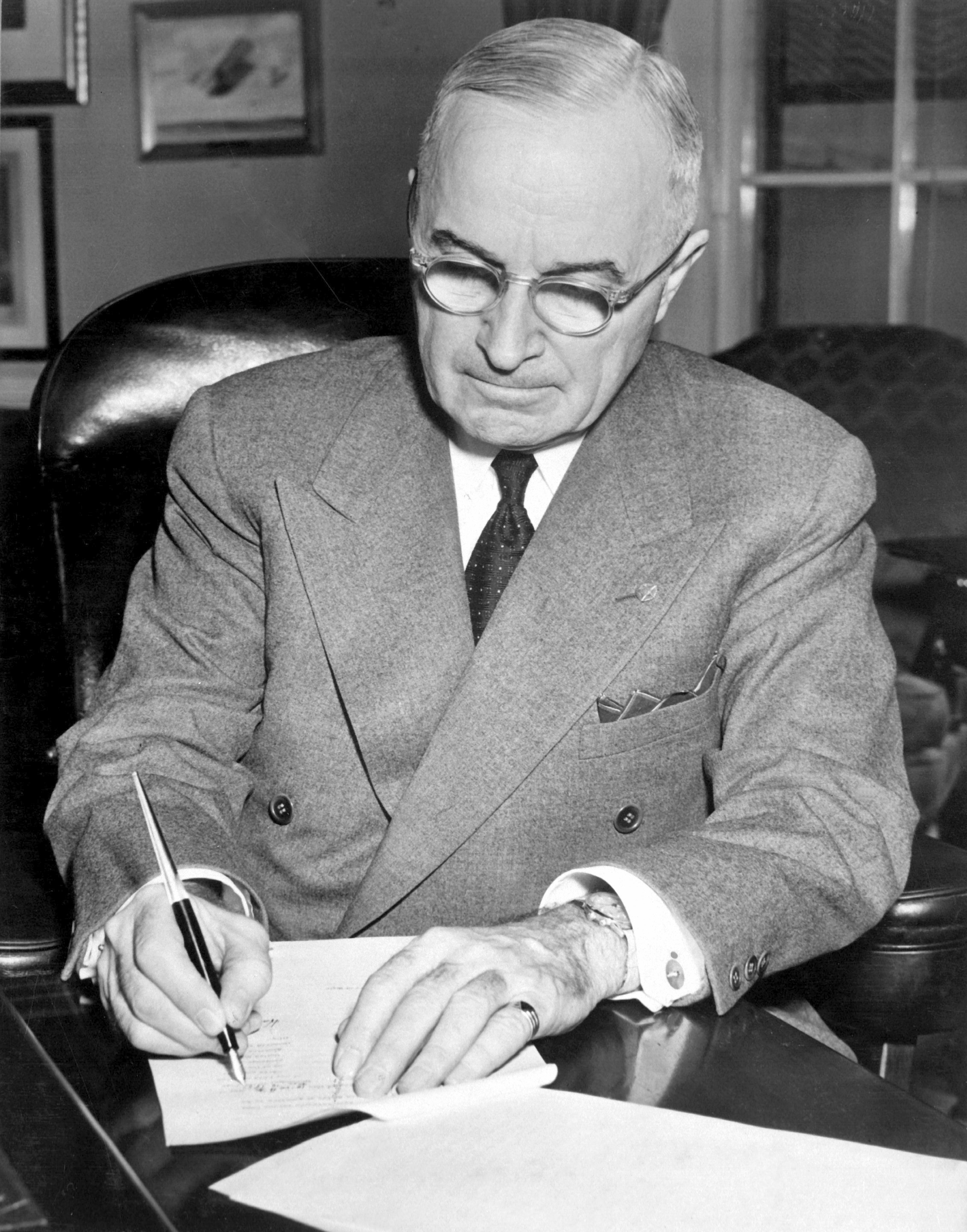
杜鲁门总统签署了一项公告，宣布国家进入紧急状态，开始参与朝鲜战争

1950年初，美国首次承诺与日本签订和平条约，以保证美国在日本长期驻军。一些观察家（包括乔治·凯南）认为，和平条约导致苏联于1950年6月25日批准了一项朝鲜入侵韩国的计划。第二次世界大战结束时，朝鲜半岛沿北纬38度线被分为苏联和美国占领区，苏联在朝鲜建立了共产主义政府朝鲜民主主义人民共和国，1948年在联合国监督的选举后，韩国民选政府上台。
1950年6月，朝鲜人民军入侵韩国。由于担心金日成独裁统治下的朝鲜可能威胁到日本并助长亚洲的其它共产主义运动，杜鲁门派遣美军并获得联合国的帮助来对抗朝鲜入侵。苏联抵制联合国安理会，同时抗议安理会未能让中华人民共和国参与，因此没有否决安理会批准联合国反对朝鲜入侵的行动。来自韩国、美国、英国、土耳其、加拿大、澳大利亚、法国、菲律宾、荷兰、比利时、新西兰和其他国家的联合国军联合起来阻止了朝鲜入侵。在中国协助朝鲜后，战线最后沿新三八线稳定下来。
1953年7月，斯大林去世后签署了《朝鲜停战协定》，斯大林一直坚持要求朝鲜继续战斗。在朝鲜，金日成建立了一个高度集权和残酷的独裁政权，赋予自己无限权力，并产生了强大的个人崇拜。

## 氢弹
1952年11月，美国首次试验了氢弹，1953年8月，苏联首次试验了核弹，氢弹的原理是核聚变而不是核裂变，并于20世纪60年代开始部署。

## 文化

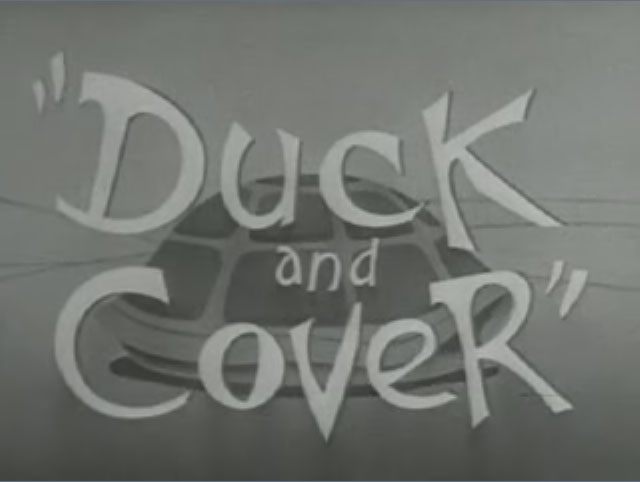
卧倒并掩护

对核战争的恐惧促使美国联邦政府民事防护部门制作了公共安全电影，展示了保护自身免受苏联核攻击的方法。1951年的儿童电影《卧倒并掩护》就是其中一个例子。
乔治·奥威尔的经典反乌托邦小说《一九八四》于1949年出版。这部小说描写了一个想象中的未来世界生活，在这个世界里，极权政府已经达到了可怕的权力和控制水平。在《一九八四》，奥威尔挖掘了未来几十年内困扰西方国家的反共情绪。在冷战的背景下，他的描述很难不让人联想到苏联共产主义。1945年出版的著名极权统治寓言《动物庄园》引发了类似的反共情绪。